# Premio Lissone 2003
Il Premio Lissone 2003 ebbe luogo dal 14 dicembre 2003 al 7 marzo 2004.
L'edizione fu curata da Flaminio Gualdoni

## Giuria
Maria Teresa Fiorio, Flaminio Gualdoni, Shimizu Tetsuro, Vesna Terzić, Paolo Vergani.

## Commissione per gli inviti
Paolo Campiglio, Edo Murtić, Silvia Pegoraro, Alberto Zanchetta.

## Artisti partecipanti
Davide Baroggi, Chiara Belloni, Marco Bongiorni, Michele Chiossi, Raffaele Cioffi, Flavio De Marco, Helga Franza, Laura Marchetti, Simone Pellegrini, Daniele Pilenga, Zelda Sartori, Francesco Sena, Simone Tosca, Antonello Viola, Lovro Artuković, Boris Guina, Hrvoje Majer, Damir Stojnić, Bojan Šumonja, Matko Vekić.

## Primo premio
Helga Franza (Messina, 1967), vince il primo premio.